# Фролянка
Фролянка — река в России, течёт по территории Себежского и Пустошкинского районов Псковской области. Устье реки находится на высоте 140 м над уровнем моря в 29 км по правому берегу реки Неведрянки. Длина реки — 11 км.

## Данные водного реестра
По данным государственного водного реестра России относится к Балтийскому бассейновому округу, водохозяйственный участок реки — Великая. Относится к речному бассейну реки Нарва (российская часть бассейна).
Код объекта в государственном водном реестре — 01030000112102000027789.